# Сітешть
Сітешть, Сітешті (рум. Sitești) — село у повіті Горж в Румунії. Адміністративно підпорядковане місту Новач.
Село розташоване на відстані 206 км на північний захід від Бухареста, 33 км на схід від Тиргу-Жіу, 91 км на північ від Крайови.

## Населення
За даними перепису населення 2002 року у селі проживали 396 осіб, усі — румуни. Усі жителі села рідною мовою назвали румунську.